# Kösem Sultan
Kösem (Persiska:'Fåret som leder herden'), född cirka 1589 som Anastasia på venetianska Tinos, död 2 september 1651 i Konstantinopel, var en osmansk regent. Hon var även känd som Mâh-Peyker (Persiska: 'Månansikte'). Hon var slavkonkubin till sultan Ahmed I, mor till Murad IV och Ibrahim I, och farmor till Mehmed IV.  
Hon var det Osmanska rikets regent som förmyndare för sin son Murad IV från 1623 till 1632, och som förmyndare för sin sonson Mehmed IV från 1648 till 1651: hon betraktas också som rikets de facto regent även under tiden däremellan.  Hon var den första av endast två kvinnor som någonsin formellt regerade det Osmanska riket, och en viktig representant för Kvinnornas sultanat.

## Biografi

### Tidigt liv
Kösem ska enligt traditionen ha fötts som Anastasia, dotter till en grekisk präst på den grekiska ön Tinos, som då tillhörde republiken Venedig, även om hennes börd inte anses bekräftad.  
Hon föll offer för den osmanska slavhandeln och fördes som ung till det kejserliga osmanska haremet, där hon enligt sed fick konvertera till islam och mottog ett persiskt namn, Mâh-Peyker.  Hon blev konkubin till sultan Ahmed I, som så småningom ändrade hennes namn till Kösem. 

### Sultangemål
Kösem beskrivs som intelligent, viljestark och handlingskraftig, och avancerade framgångsrikt i graderna i haremet sedan Ahmed besteg tronen 1603.  När Ahmeds farmor Safiye Sultan förvisades till Eski Saray år 1604, och Ahmeds mor Handan Sultan avled 1605, avancerade Kösem från konkubin till gemål och från gemål till en av hustrurna med rang av haseki sultan. 
År 1612 rapporterade Venedigs ambassadör Simon Contarini att Kösem var sultanens inflytelserika favorithustru och att en annan haremskvinna, möjligen sultanens andra hustru Mahfiruz Hadice Sultan, hade blivit fysiskt bestraffad på sultanens order för att hon gjort Kösem missnöjd.  Sedan Mahfiruz hade förvisats från palatset, ska Kösem ha fått en nära relation till Mahfiruz' son, sin styvson prins Osman – Ahmed förbjöd dem dock snart från att umgås. 
Efter Ahmed I:s död 1617 fördes hon till gamla palatset, Eski Saray, för pensionerade haremskvinnor, när hennes svåger Mustafa I besteg tronen. Hon kvarblev där när Mustafa I störtades och hennes styvson 1618 uppsattes på tronen, och när Osman II dödades och Mustafa I återuppsattes år 1622.

### Första regentskapet
Den 10 september 1623 avsattes sultan Mustafa I för andra gången, och hennes son Murad IV uppsattes på tronen. Han var vid det tillfället elva år gammal. Kösem fick då som sultanens mor titeln valide sultan och främsta rang av alla kvinnor vid hovet: men hon fick också fullmakt att regera i sin sons ställe som regent, naib-i-sultanat, fram till hans myndighetsdag 18 maj 1632. Detta var en unik ställning: båda hennes företrädare Nurbanu Sultan och Safiye Sultan hade i praktiken regerat som sina vuxna söners medregenter och rådgivare, men Kösem blev den första kvinna som formellt fick myndighet som regent i det muslimska Osmanska riket. Kösem sammanträdde med regeringen, divanen, från bakom en skärm. Hennes regeringstid var en orolig period, då ett krig utkämpades med Iran, ett uppror bröt ut i Anatolien, och rikets storvisir år 1631 mördades av janitsjarerna. 
Den 18 maj 1632 löpte hennes mandatperiod som regent formellt ut, då hennes son uppnådde myndighetsålder. Murad IV började då delta i politiken. Kösem fortsatte dock hålla sammanträden och deltog vid hans sida som hans medregent.  
År 1640 avled hennes äldste son Murad IV utan en son som kunde efterträda honom. Han efterträddes av Kösems yngre son Ibrahim. Ibrahim var mentalt instabil och Kösem fortsatte informellt att regera samtidigt som hon höll honom borta från regeringens affärer genom att distrahera honom med konkubiner. I längden blev situationen ohållbar och Kösem och storvisiren gjorde år 1647 ett misslyckat försök att avsätta honom, vilket resulterade i att storvisiren avrättades och Kösem förvisades från hovet. När janitsjarerna gjorde revolt följande år, gav hon sitt stöd till att de grep och avsatte Ibrahim 8 augusti 1648. Med Kösems tillstånd dödades Ibrahim 18 augusti.

### Andra regentskapet
Den 18 augusti 1648 placerade Kösem sin sonson, Ibrahims son Mehmed IV på tronen vid sex års ålder. Mehmeds mor Turhan Hatice förbisågs som alltför ung och oerfaren för att bli vare sig valide eller regent, och Kösem förklarades för andra gången som regent under sultanens omyndighet.  
I kampen mellan Kösem och Turhan stöddes Kösem av janitsjarerna och Turhan av storeunucken och storvisiren. Kösem var personligen populär bland allmänheten, men janitsjarernas inflytande ogillades. Kösem ska då ha planerat att låta döda barnsultanen för att i stället utse en annan omyndig sonson till sultan, vars mor skulle vara enklare att hantera än Turhan. När Turhan informerades om Kösems planer, ska Turhan ha låtit mörda Kösem. Kösem ska ha mördats genom att strypas av storeunucken; enligt uppgift med antingen en gardin eller med sitt eget hår. Efter hennes död tog Turhan över ställningen som valide sultan och regent. 
Kösem var känd för sin välgörenhet, och för att frige sina slavar efter tre års tjänst.

## Galleri

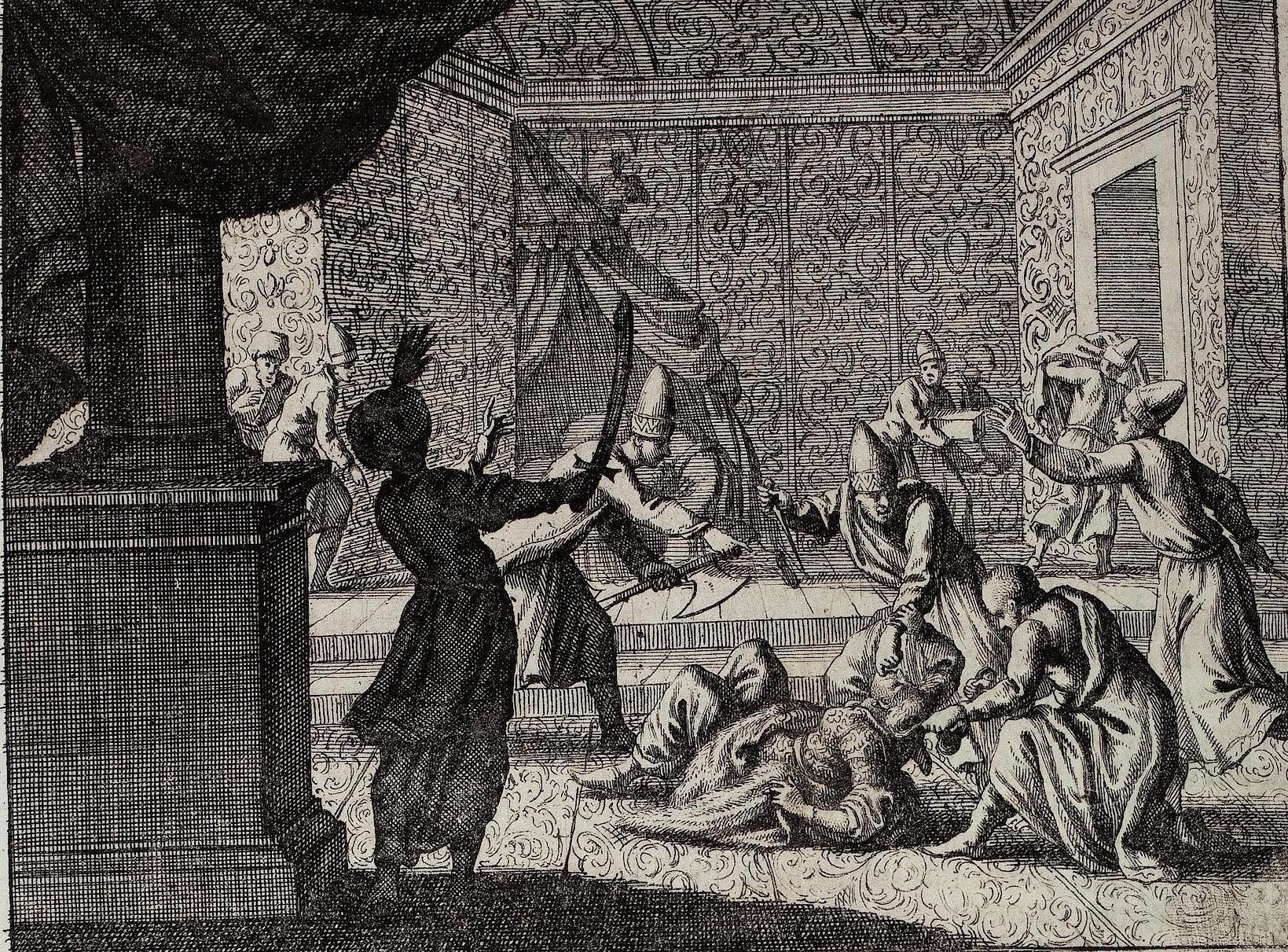
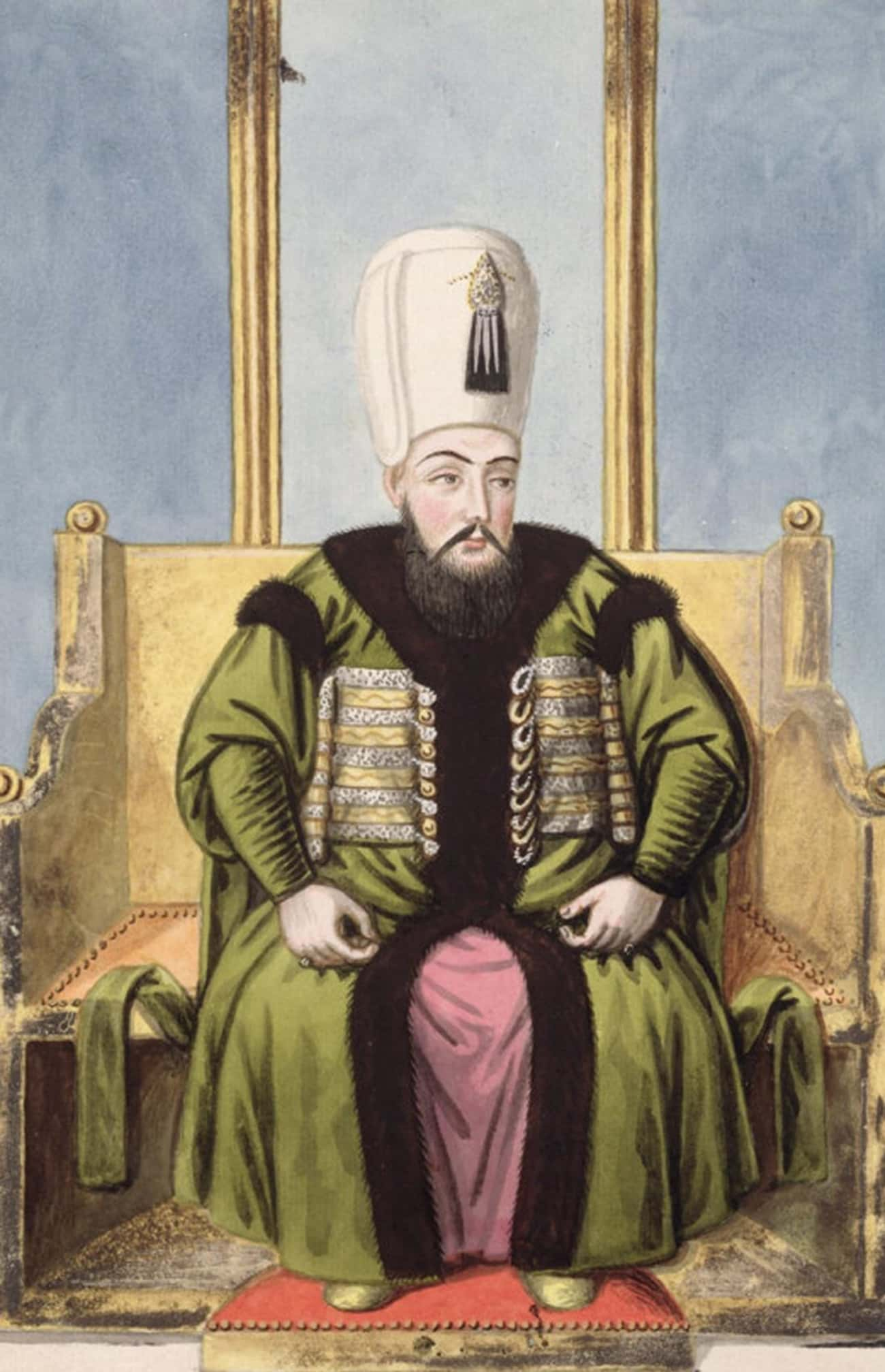
Ahmed I
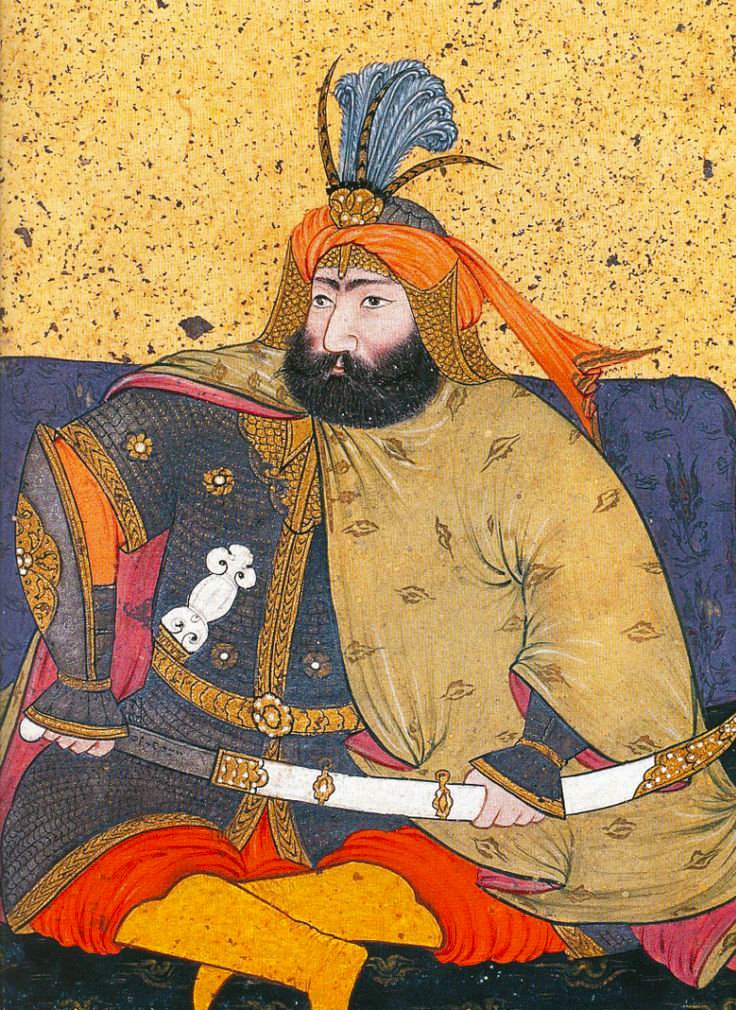
Murad IV.
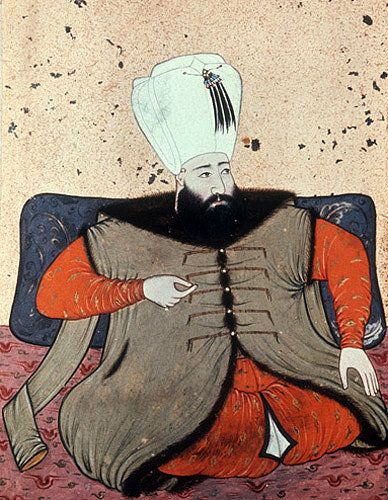
Ibrahim I.
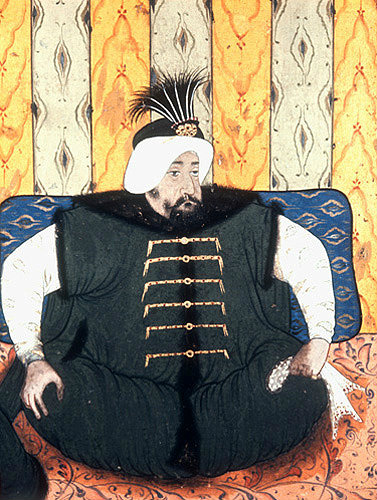
Mehmed IV.
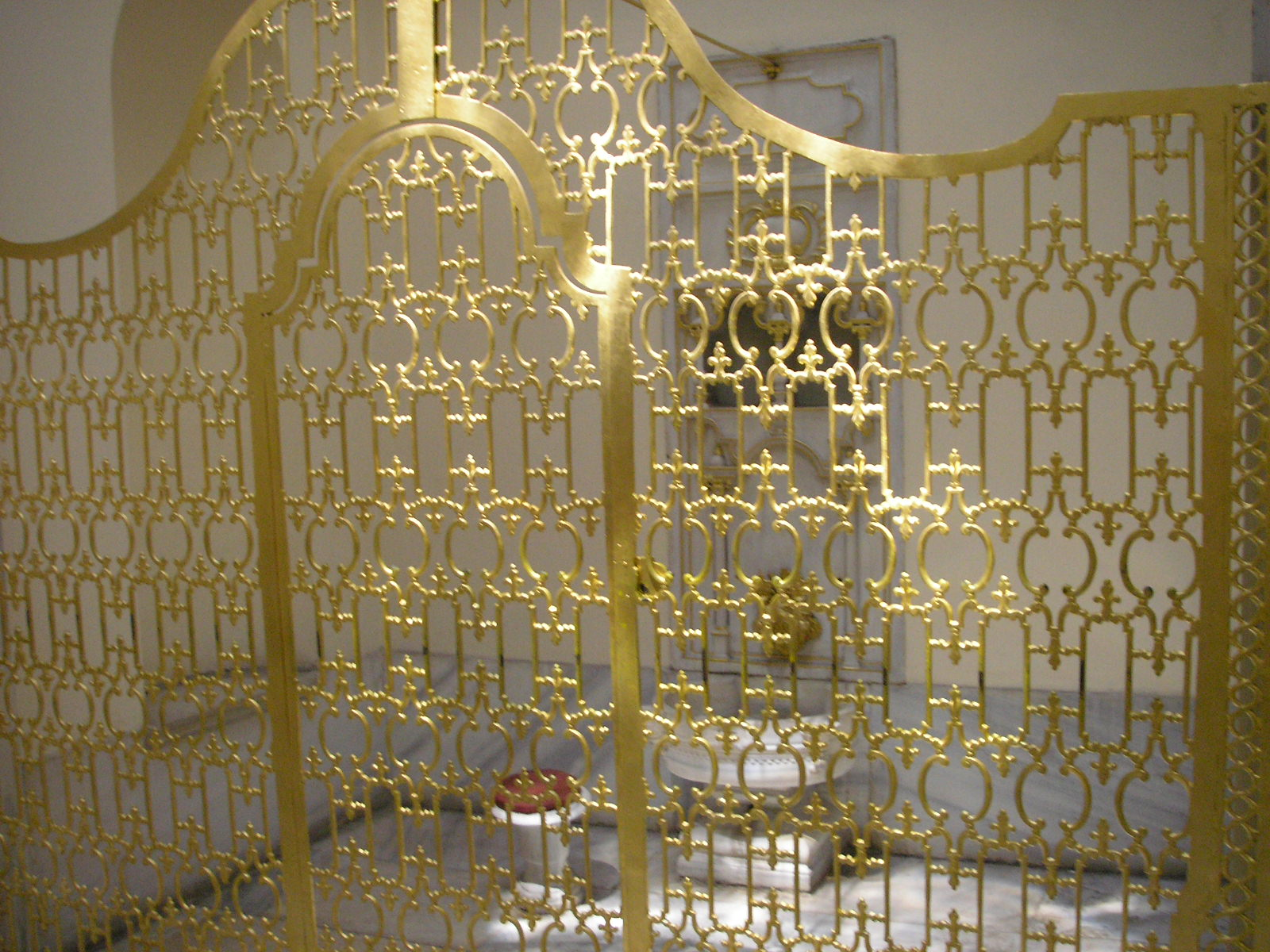
Valide sultanas privata bad.